# فرودگاه محلی واترتاون
فرودگاه محلی واترتاون  (به انگلیسی: Watertown Regional Airport) یک فرودگاه با کد یاتا ATY است که یک باند فرود آسفالت دارد و طول باند آن ۲۱۰۳ متر است. این فرودگاه در کشور ایالات متحده آمریکا قرار دارد و در ارتفاع ۵۳۲٫۸ متری از سطح دریا واقع شده است.